# El libro del amor (película)
El libro del amor (en inglés: The Book of Love, originalmente titulada The Devil and the Deep Blue Sea) es una película estadounidense dirigida y reescrita por Bill Purple a partir de un guion original de Robbie Pickering. Sus protagonistas son Maisie Williams, Jessica Biel, Jason Sudeikis, Mary Steenburgen, Orlando Jones y Paul Reiser.
El filme tuvo su estreno mundial en el Festival de Cine de Tribeca el 14 de abril de 2016, pero llegó a los cines estadounidenses el 13 de enero de 2017.

## Argumento
Henry (Jason Sudeikis) es un introvertido arquitecto. Después de que su esposa Penny (Jessica Biel) muere en un accidente automovilístico, se empeña en ayudar a Millie (Maisie Williams), una chica indigente, a construir una balsa para cruzar el océano Atlántico.

## Reparto
- Jason Sudeikis como Henry.
- Jessica Biel como Penny.
- Maisie Williams como Millie.
- Mary Steenburgen como Julia.
- Paul Reiser como Wendell.
- Orlando Jones como Cornelius "Dumbass" Thibadeaux.
- Bryan Batt como Dr. Melvin
- Russ Russo como David Pearlman.
- Jayson Warner Smith como Tío Glen.
- Richard Robichaux como Pascal.